# District de Daowai
Le district de Daowai (道外区 ; pinyin : Dàowài Qū) est une subdivision administrative de la province du Heilongjiang en Chine. C'est l'un des districts de la ville sous-provinciale de Harbin dont il couvre la partie nord-est.